# Capitania do Espírito Santo

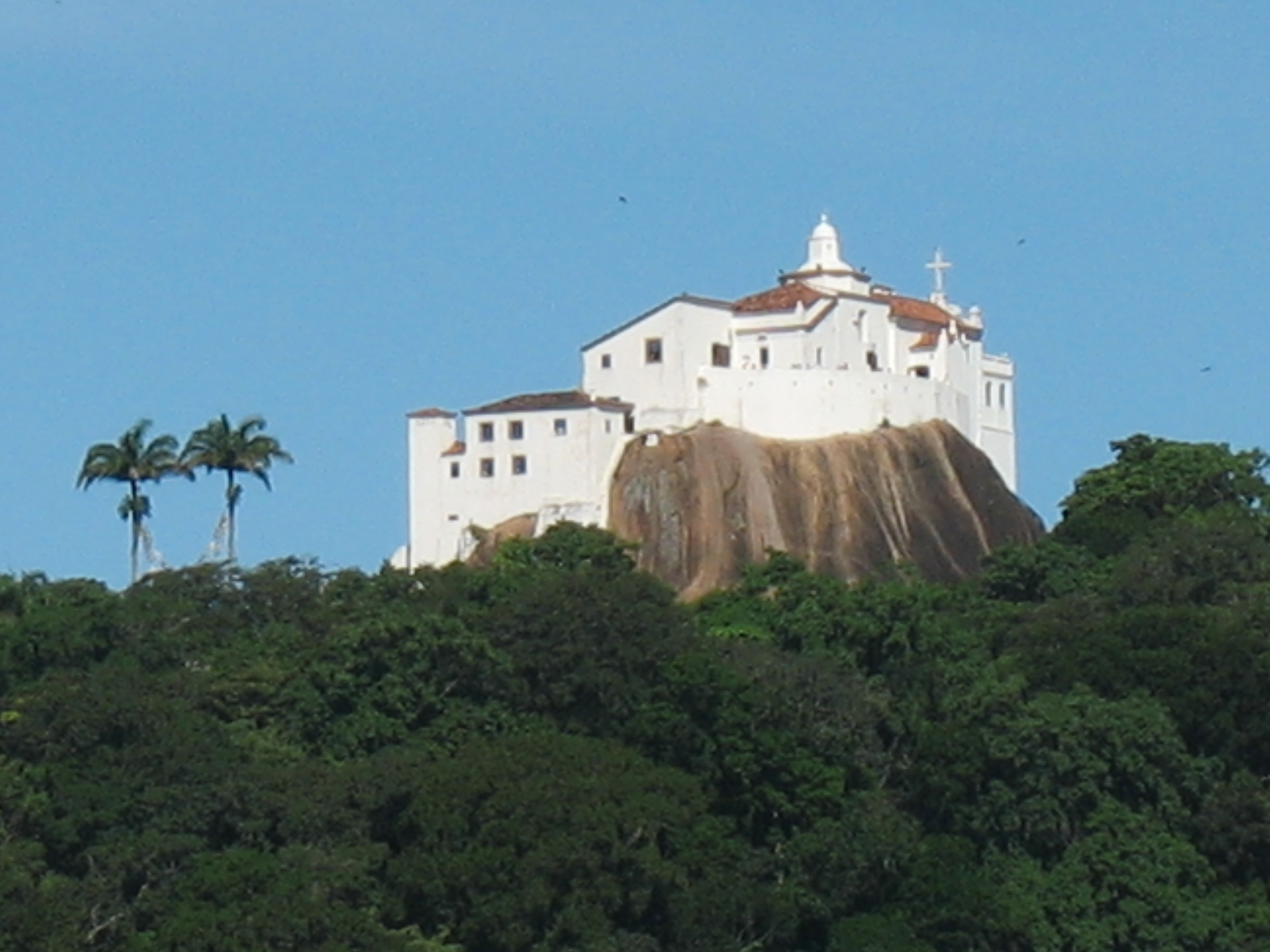
Convento da Penha, em Vila Velha, cujas obras tiveram início por volta de 1558

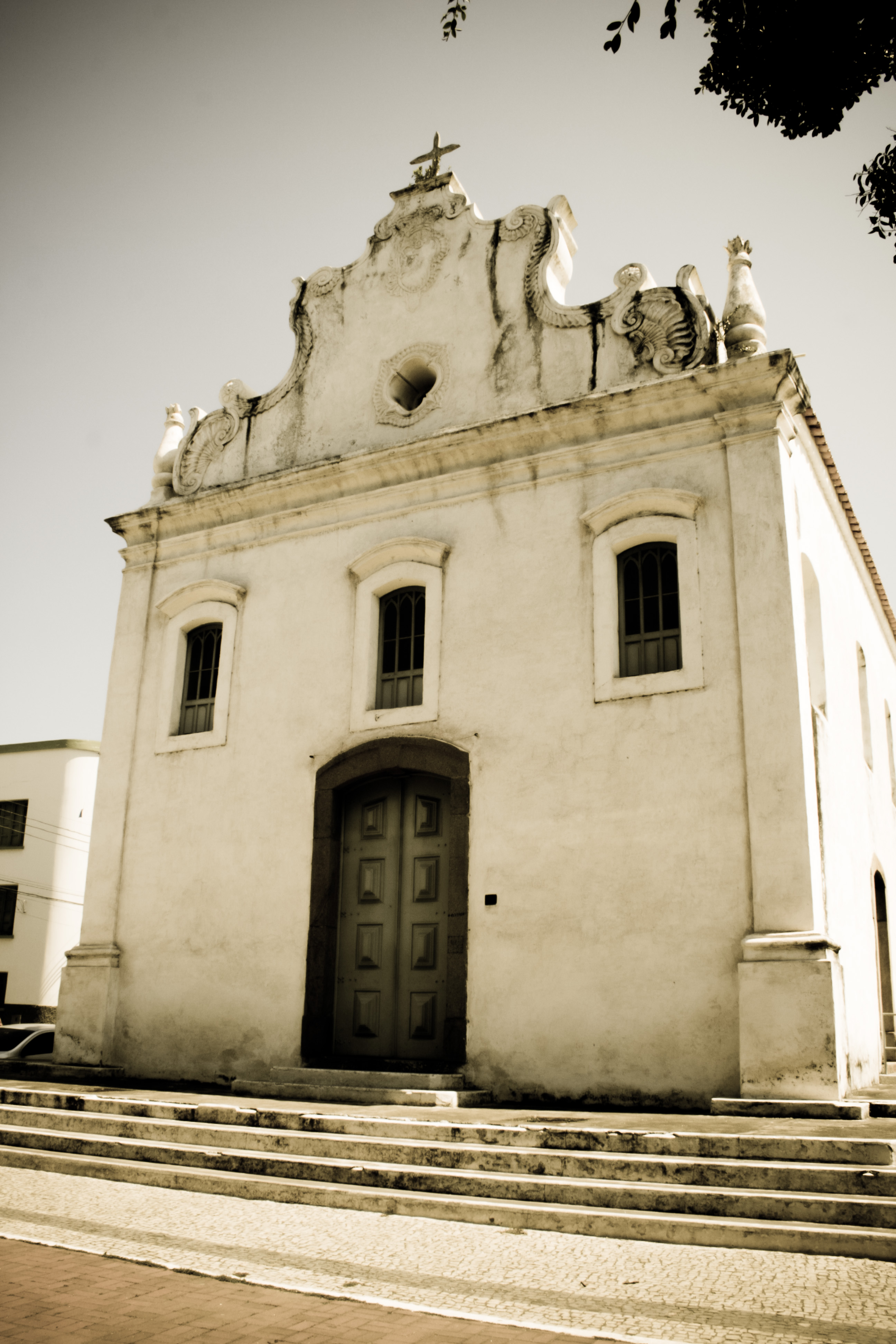
Igreja de Nossa Senhora do Rosário, em Vila Velha, que começou a ser construída em 1535 pelo donatário Vasco Fernandes Coutinho

A Capitania do Espírito Santo foi uma das subdivisões administrativas do território brasileiro no período colonial da América Portuguesa (1500-1815), criada em 1534 junto com mais treze regiões hereditárias (1534–1548), entregues pelo rei de Portugal, Dom João III, a donatários em regime de hereditariedade.
Pernambuco e São Vicente foram as únicas capitanias que prosperaram no período colonial.

## História

### Antecedentes
A colonização européia na América foi efetivamente iniciada em 1534, quando o rei Dom João III dividiu o território em quatorze capitanias hereditárias (administração do território colonial português) que foram doadas a doze capitães-donatários (vassalos), que podiam explorar os recursos da terra, mas em contra-partida deveriam povoar e proteger as regiões, onde os direitos e deveres dos donatários eram regulamentados pelas Cartas de Foral.
O sistema de capitanias já era empregado pelo Império Português nas ilhas da Madeira e de Cabo Verde desde o século XV. Em carta dirigida a Martim Afonso de Sousa em 1532, Dom João III comunicou a decisão de dividir o território português, assim em 1534 efetivou as primeiras doações.
Existem três possíveis fatores para a adoção do sistema de capitanias no Brasil: uma resposta da monarquia portuguesa ante a ameaça da França ao seu projeto de domínio na América; transferência dos gastos com a colonização que deixavam de ser do Estado e passavam para os donatários, favorecendo a Coroa em um contexto de escassez de recursos; conversão da população nativa ao cristianismo, dando continuidade ao ideal da Cruzadas.

### Origens
A costa do atual estado do Espírito Santo foi reconhecida por navegadores portugueses já em 1501 e, desde então, foi alvo da ação de contrabandistas de pau-brasil (Caesalpinia echinata). Esse reconhecimento, porem, está longe de obter consenso na historiografia local. O professor Estilaque Ferreira da Silva, tratando dessa questão, se referiu ao "hiato toponímico" como um lapso, não apenas espacial, mas temporal, em que a Capitania não poderia ter tido reconhecimento. A bibliografia que usa como fonte mostra os debates entre a linha que sustenta ter sido o Espirito Santo conhecido antes de Vasco Coutinho, dado o fato de que algum conhecimento de limites topográficos o rei teria que ter sido abastecido para fazer a partilha da coisa entre os particulares. E aqueles que identificam obstáculos físicos à navegação de Porto Seguro até o sul do país, tendo que contornar na altura de Abrolhos a capitânia do Espírito Santo, não margeando, mas afastando para alto mar a esquadra.  

### O estabelecimento da capitania
Com o estabelecimento pela Coroa Portuguesa do sistema de capitanias hereditárias para a colonização do Brasil (1534), o seu atual território estava compreendido no lote que se estendia da foz do rio Mucuri à do rio Itapemirim (aproximadamente), doada a Vasco Fernandes Coutinho em 1 de junho de 1534.
O seu donatário, acompanhado de sessenta degredados, desembarcou da nau Glória numa pequena enseada nas faldas do morro da Penha, a 23 de maio de 1535, um domingo de Pentecostes, razão pela qual o donatário resolveu batizar o seu lote com o nome de Capitania do Espírito Santo.
O desembarque, na praia de Piratininga, fez-se penosamente, sob as flechas dos indígenas locais, havendo necessidade do troar das duas peças de artilharia da embarcação para que os indígenas debandassem, permitindo a posse da terra pelo donatário. Ali mesmo, decidiu-se erguer a povoação que, mais tarde, seria conhecida como Vila Velha, principiando-se as primeiras habitações, uma ermida - sob a invocação de são João, em homenagem ao soberano -, e uma fortificação (o Fortim do Espírito Santo). Os indígenas denominaram esta primitiva vila do Espírito Santo como "Mboab", palavra em tupi que significa "estrangeiro" ou "forasteiro" (de onde vem a palavra "emboaba", termo apropriado à língua portuguesa com mesmo significado).
Distribuídas as sesmarias, a dom Jorge de Menezes o donatário entregou a ilha junto à barra (atual ilha do Boi); a Valentim Nunes, coube a atual ilha dos Frades; e, a 15 de julho de 1537, doou, a Duarte de Lemos, 3.º senhor da Trofa, a então ilha de Santo Antonio (atual ilha de Vitória), em que se instalara na sua parte alta, fazendo construir, na fazenda, ao lado da residência, uma igreja em honra a santa Luzia.
Por essa época, os colonizadores sentiam-se mais desafogados do gentio. A falta, porém, de colonos para dar desenvolvimento aos trabalhos iniciados obrigou o donatário a ir à Metrópole. Com o retorno de Vasco Fernandes Coutinho a Portugal, entretanto, a situação se inverteu, e, frente aos ataques indígenas, nova vila foi fundada, em setembro de 1551, na fronteira ilha de Santo Antônio, batizada com o nome de Nossa Senhora da Vitória. A primitiva vila do Espírito Santo passaria, daí em diante, a ser conhecida como Vila Velha.

### O combate aos estrangeiros
Belchior Azeredo assumiu as funções de capitão-mor de 1561 a 1564, com todos os poderes e jurisdições atribuídas anteriormente a Vasco Fernandes Coutinho. Posteriormente, Azeredo participou da expulsão dos invasores franceses da baía de Guanabara, no comando de uma das naus da esquadra de Cristóvão de Barros, sendo recompensado com a doação de uma vasta sesmaria, onde se fixou com seus familiares.
Vítima de ataques esporádicos de ingleses e de franceses, foi atacada pelo corsário inglês Thomas Cavendish em 8 de fevereiro de 1592, ocasião em que foi derrotado com a perda de oitenta homens de sua tripulação, não apenas por causa da invasão, mas também devido ao ataque de índios.

### As invasões holandesas ao Brasil
Ao tempo da primeira das Invasões holandesas do Brasil (1624-1625), quando do ataque neerlandês a Salvador, o donatário do Espírito Santo, Francisco de Aguiar Coutinho, repeliu uma investida de oito navios sob o comando de Piet Heyn, de 10 a 18 de março de 1625, com o apoio de entricheiramentos na vila, artilhados com quatro pedreiros, e dos moradores.
Durante a segunda das invasões holandesas (1630-1654), os neerlandeses atacaram novamente a capitania do Espírito Santo, agora com sete navios, sob o comando do coronel Johann von Koin. Deles, desembarcaram uma força de quatrocentos homens de 27 de outubro a 13 de novembro de 1640, sendo repelidos em Vitória pelas forças do capitão-mor João Dias Guedes, a 28 de outubro. Diante dos ataques, o governo-geral destacou, para Vitória, quarenta infantes da tropa regular. Um último ataque neerlandês à capitania ainda seria registrado, porém, em 1653.

### A administração de Francisco Gil de Araújo
Francisco Gil de Araújo adquiriu a capitania de Antônio Luís Gonçalves da Câmara Coutinho (1674) por 40 mil cruzados, sendo lhe confirmada a posse por Carta-régia de 18 de Maio de 1675, e nela permanecendo de 1678 a 1682. Durante a sua administração, marcada por um reerguimento da capitania, concluiu-se a construção do forte de Nossa Senhora do Carmo, reedificou-se o forte de São João e edificou-se o forte de São Francisco Xavier de Piratininga, na vila do Espírito Santo (Vila Velha), para proteger a entrada da barra de Vitória.

### A capitania e o Ciclo da Mineração
Com a descoberta de minas de ouro no interior da Capitania do Espírito Santo no início do século XVIII, em 1704, a Coroa Portuguesa determinou que todos os que se encontrassem nas lavras de ouro se recolhessem à vila da Vitória, e que se evitassem, a todo o custo, excursões à região, que foi desmembrada do território capixaba e deu origem às Minas Gerais. Foi proibida ainda a abertura de estradas ligando a Capitania às Minas, pelas mesmas razões de segurança.
Desse modo, já em 1710, o governador-geral observava que, em Vitória, faltava todo o tipo de defesa e meios de conservação, atribuindo isso à má administração daqueles que governaram a capitania. Isso se devia, entretanto, ao isolamento decorrente da descoberta das minas. Em 1715, a capitania reverteu à Coroa, por compra aos descendentes de Francisco Gil de Araújo, pelo mesmo valor pago por aquele donatário. A escritura dessa compra foi lavrada em 6 de Abril de 1718.
Com o aumento da produção mineral nas Minas Gerais, aumentou a importância da região do Espírito Santo, elevada à categoria de comarca pela Provisão do Conselho Ultramarino de 15 de Janeiro de 1732.
SOUZA (1885) refere que a Provisão Régia de 10 de abril de 1736 determinava, ao governador-geral na Bahia, que, de três em três anos, enviasse à capitania do Espírito Santo um engenheiro provido dos materiais necessários a todos os reparos e melhorias nas fortificações dessa capitania. Aparentemente, isso só ocorreu em 1767-1768, quando José Antônio Caldas para lá foi mandado para erguer a fortaleza da ilha do Boi e reformar as demais existentes. Esse oficial, em relato dirigido ao governador, informou que a capitania contava cerca de oito mil pessoas, exportava mantimentos, madeiras, panos de algodão e açúcar para a Bahia, Rio de Janeiro e portos do Sul, sendo o transporte feito em embarcações pertencentes aos comerciantes de Vitória. Esse panorama não se alteraria até o início do século XIX, quando a capitania obteve autonomia da Capitania da Bahia (1809), iniciando-se o plantio de café por volta de 1815.
Com a proclamação da Independência do Brasil, em 7 de setembro de 1822, o seu status foi alterado para província, permanecendo assim até a Proclamação da República Brasileira, em 15 de novembro de 1889, quando se transformou no atual estado do Espírito Santo.